# Apaeleticus mesostictus
Apaeleticus mesostictus är en stekelart som först beskrevs av Johann Ludwig Christian Gravenhorst 1829.  Apaeleticus mesostictus ingår i släktet Apaeleticus och familjen brokparasitsteklar. Arten är reproducerande i Sverige. Utöver nominatformen finns också underarten A. m. alpinus.